# Aliatte I
Aliatte I (... – 745 a.C.) è stato il ventitreesimo re di Lidia, il ventesimo della dinastia eraclide.
Salito al trono alla morte del padre Ardis I, regnò dal 759 a.C. al 745 a.C. Alla morte gli succedette il figlio Mirso.

## Nome
L'etimologia più probabile del nome Aluáttēs lo fa derivare, attraverso una forma con digamma iniziale Ϝαλυάτης (Waluáttēs), da un nome lidio Walweteś (alfabeto lidio: 𐤥𐤠𐤩𐤥$𐤯𐤤𐤮). Il nome Walweteś significava "leonismo" (cioè "lo stato di essere un leone") ed era composto dal termine lidio walwe (𐤥𐤠𐤩𐤥𐤤), che significava "leone", a cui veniva aggiunto il suffisso astratto -at(t)a- (𐤠𐤯𐤠-).

## Biografia
Aliatte era figlio del re Sadiatte di Lidia e di sua sorella e regina Lyde di Lidia, entrambi figli del re Ardys di Lidia. Aliatte salì alla guida della Lidia in un periodo di grave crisi: nel corso del VII secolo a.C., i Cimmeri, un popolo nomade della steppa eurasiatica che aveva invaso l'Asia occidentale, attaccarono più volte la Lidia, ma furono respinti dal bisnonno di Aliatte, Gige. Nel 644 a.C., i Cimmeri, guidati dal loro re Lygdamis, attaccarono la Lidia per la terza volta. I Lidi furono sconfitti, Sardi fu saccheggiata e Gige fu ucciso, dopodiché gli succedette il figlio Ardys. Nel 637 a.C., durante il settimo anno di regno di Ardys, la tribù tracia dei Treri, che era migrata attraverso il Bosforo tracio e aveva invaso l'Anatolia, sotto il suo re Kobos e in alleanza con i Cimmeri e i Lici, attaccò la Lidia. Sconfisse nuovamente i Lidi e saccheggiò per la seconda volta la capitale lidia di Sardi, tranne la sua cittadella. È probabile che Ardys sia stato ucciso durante questo attacco dei Cimmeri o che sia stato deposto nel 637 a.C. per non essere stato in grado di proteggere la Lidia dagli attacchi dei Cimmeri, e anche il figlio e successore di Ardys, Sadiatte, potrebbe essere stato ucciso durante un altro attacco dei Cimmeri nel 653 a.C. o deposto in quell'anno per la sua incapacità di proteggere con successo la Lidia dalle incursioni dei Cimmeri. Aliatte succedette quindi al padre Sadiatte in un contesto di estrema agitazione nel 635 a.C.
Aliatte iniziò il suo regno continuando le ostilità con la città ionica di Mileto iniziate da Sadiatte. La guerra di Aliatte con Mileto consisteva in gran parte in una serie di incursioni per catturare il raccolto di grano dei Milesi, che era gravemente carente nelle regioni centrali della Lidia. Queste ostilità durarono fino al 630 a.C. circa, quando finalmente si riappacificò con il tiranno della città, Trasibulo, e fu concluso un trattato di amicizia e di alleanza militare tra la Lidia e Mileto, suggellando un trattato commerciale di metalli lidii in cambio di cereali milesi, in base al quale Mileto avrebbe fornito volontariamente alla Lidia ausiliari militari e avrebbe tratto profitto dal controllo lidio delle rotte nell'Anatolia interna, mentre la Lidia avrebbe avuto accesso ai mercati e alle reti marittime dei Milesi nel Mar Nero e a Naucrati. Il resoconto di Erodoto sulla malattia di Aliatte, causata dalla distruzione del tempio di Atena ad Assesos da parte delle truppe lidie e guarita dopo aver ascoltato la Pizia e aver ricostruito due templi di Atena ad Assesos e poi aver fatto pace con Mileto, è un resoconto in gran parte leggendario di questi eventi che non sembra essere reale. Questo resoconto leggendario è probabilmente nato come risultato delle offerte di Aliatte al santuario di Delfi.